# Малая Козловка (Владимирская область)
Малая Козловка — деревня в Судогодском районе Владимирской области России, входит в состав Лавровского сельского поселения.

## География
Деревня расположена в 10 км на юго-восток от райцентра города Судогды.

## История
В XIX — первой четверти XX века деревня входила в состав Ликинской волости Судогодского уезда, с 1926 года — в составе Судогодской волости Владимирского уезда. В 1859 году в деревне числилось 7 дворов, в 1905 году — 13 дворов, в 1926 году — 27 дворов.
С 1929 года деревня входила в состав Передельского сельсовета Судогодского района, с 1940 года — в составе Судогодского сельсовета, с 1983 года — в составе Лавровского сельсовета, с 2005 года — в составе Лавровского сельского поселения.

## Население
| 1859 | 1905 | 1926 | 2002 |
| ---- | ---- | ---- | ---- |
| 58   | 85   | 132  | 3    |

| 1859 | 1905 | 1926 | 2002 | 2010 | 2021 |
| ---- | ---- | ---- | ---- | ---- | ---- |
| 58   | ↗85  | ↗132 | ↘3   | ↗5   | ↘3   |